# كأس أوغو أغوستيني 2015
كأس أوغو أغوستيني 2015 (بالإنجليزية: 2015 Coppa Ugo Agostoni)‏ هو سباق دراجات هوائية أقيم بتاريخ 16 سبتمبر، تكون السباق من 1 مراحل وامتدّ لمسافة 198.2 كم بسرعة 39.0 كم/س، استغرق السباق 5 ساعة 04 دقيقة 28 ثانية. فاز به الإيطالي دافيدي ريبلين وحلّ ثانيا فينتشينزو نيبالي.

## الترتيب
| م                     | الدرّاج           | البلد   | الزمن                    |
| --------------------- | ---------------- | ------- | ------------------------ |
| الفائز بالترتيب العام | دافيدي ريبلين    | إيطاليا | 5 ساعة 04 دقيقة 28 ثانية |
| الثاني                | فينتشينزو نيبالي | إيطاليا |                          |